# Счёт человеческий
«Счёт человеческий» — советский драматический фильм 1977 года, снятый Александром Светловым на киностудии «Мосфильм».

## Сюжет
На Чукотке произошло ЧП: моржи погибли из-за испуга от самолёта. Зооинспектор Чаплыгин обвиняет лётчика Шахова, который совершал разведку. В результате арбитраж признал Шахова виновным. Возбуждено уголовное дело, но следователь отказывается привлекать к ответственности обоих. История повторяется на острове.

## Роли исполняют

### В главных ролях
- Леонид Куравлёв — Чаплыгин, зооинспектор
- Геннадий Корольков — Шахов
- Борис Иванов — Сенокосов

### В ролях
- Виктор Филиппов — Никитич
- Михаил Глузский — Шафир
- Виктор Шульгин — Ахокайнен
- Гурген Тонунц — Степанян
- Юрий Гусев — Казинец
- Николай Граббе — Колычев
- Олег Голубицкий — Осокин
- Виктор Павлов — Глебов, врач
- Ян Янакиев — Буренин

### В эпизодах
- Алексей Алексеев — замминистра
- Михаил Воронцов — лётчик
- Евгений Гуров — прокурор
- Сергей Горемыкин
- С. Долин
- Мария Кремнёва — кассир
- В. Костин
- Л. Лосева
- М. Малыш
- Станислав Михин — лётчик
- Е. Петренко
- Ю. Скворцов
- Василий Цыганков
- Георгий Шаповалов — Егор Иванович
- Т. Щербенева

## Съёмочная группа
- Автор сценария: Юлий Николин
- Режиссёр-постановщик: Александр Светлов
- Оператор-постановщик: Виктор Шейнин
- Художник-постановщик: Александр Кузнецов
- Композитор: Альфред Шнитке
- Звукооператор: Роман Берз
- Режиссёр: О. Мещанинов
- Оператор: Г. Потапов
- Художник по костюмам: Роза Сатуновская
- Художник-гримёр: Н. Минаева
- Монтажёр: А. Зимина
- Ассистенты режиссёра: М. Зайцева, В. Щапова
- Ассистенты оператора: А. Марченко, Виктор Логунов
- Ассистент художника: Ю. Шатрова
- Комбинированные съёмки
  - Оператор: Григорий Зайцев
  - Художник: Виталий Клименков
- Художник-фотограф: Ю. Родькин
- Мастер по свету: А. Архипов
- Консультанты: Л. Попов, С. Лурье
- Дирижёр: Марк Эрмлер
- Редактор: Людмила Цицина
- Директор картины: Борис Гостынский

## Премьера
Премьера фильма состоялась 20 февраля 1978 года. Телевизионная премьера фильма состоялась 8 ноября 1982 года по Второй программе ЦТ СССР.